# Andrzej Strójwąs
Andrzej J. Strójwąs (ur. 1952 w Konstantynowie Łódzkim) – polski naukowiec, profesor nauk technicznych o specjalności elektrotechnika, elektronika, mikroelektronika. Emerytowany profesor Carnegie Mellon University w Pittsburghu w USA. 

## Życiorys
W 1976 ukończył studia magisterskie na Wydziale Elektroniki i Technik Informacyjnych Politechniki Warszawskiej. W 1982 roku obronił doktorat pt. Pattern Recognition Based Methods or IC Failure Analysis w Carnegie Mellon University w Pittsburghu (nostryfikowany w Polsce przez Radę Wydziału EiTI PW). 19 listopada 1993 otrzymał tytuł profesora nauk technicznych. 
W działalności naukowo–badawczej zajmuje się zagadnieniami statystycznych metod projektowania, modelowaniem zjawisk fizycznych w urządzeniach produkcyjnych stosowanych w mikroelektronice, kontrolą oraz diagnostyką procesu produkcji układów scalonych VLSI, w tym m.in. diagnostyką uszkodzeń w układach scalonych. 
W latach 1976–1979 pracował w Instytucie Technologii Elektronowej WEiTI PW. Po rozpoczęciu studiów doktoranckich w USA, w latach 1979–1982 był pracownikiem naukowo–badawczym w Department of Electrical and Computer Engineering na Carnegie Mellon University w Pittsburghu. Z tą uczelnią związał swoje dalsze życie zawodowe. W 1983 został tam zatrudniony na stanowisku assistant professor, w 1987 – associate professor, a w 1989 – full professor with tenure.  
W 2023 otrzymał tytuł doktora honoris causa PW.  

## Życie prywatne
Jest żonaty, ma dwójkę dzieci. Interesuje się żeglarstwem i narciarstwem. 

## Wybrane publikacje
- Strójwąs A. J., Selected papers on statistical design of integrated circuits, IEEE Press, New York, 1987, ISBN 978-0-87942-226-4.
- Strójwąs A. J., Design for manufacturability and yield, SRC–CMU Research Center for Computer–Aided Design, Pittsburgh, 1989.